# Сломіруг
Сломіруг (пол. Słomiróg) — село в Польщі, у гміні Неполомиці Велицького повіту Малопольського воєводства.
Населення — 488 осіб (2011).

## Демографія
Демографічна структура станом на 31 березня 2011 року:
|          | Загалом | Допрацездатний вік | Працездатний вік | Постпрацездатний вік |
| -------- | ------- | ------------------ | ---------------- | -------------------- |
| Чоловіки | 242     | 57                 | 171              | 14                   |
| Жінки    | 246     | 54                 | 148              | 44                   |
| Разом    | 488     | 111                | 319              | 58                   |